# It Must Have Been Love

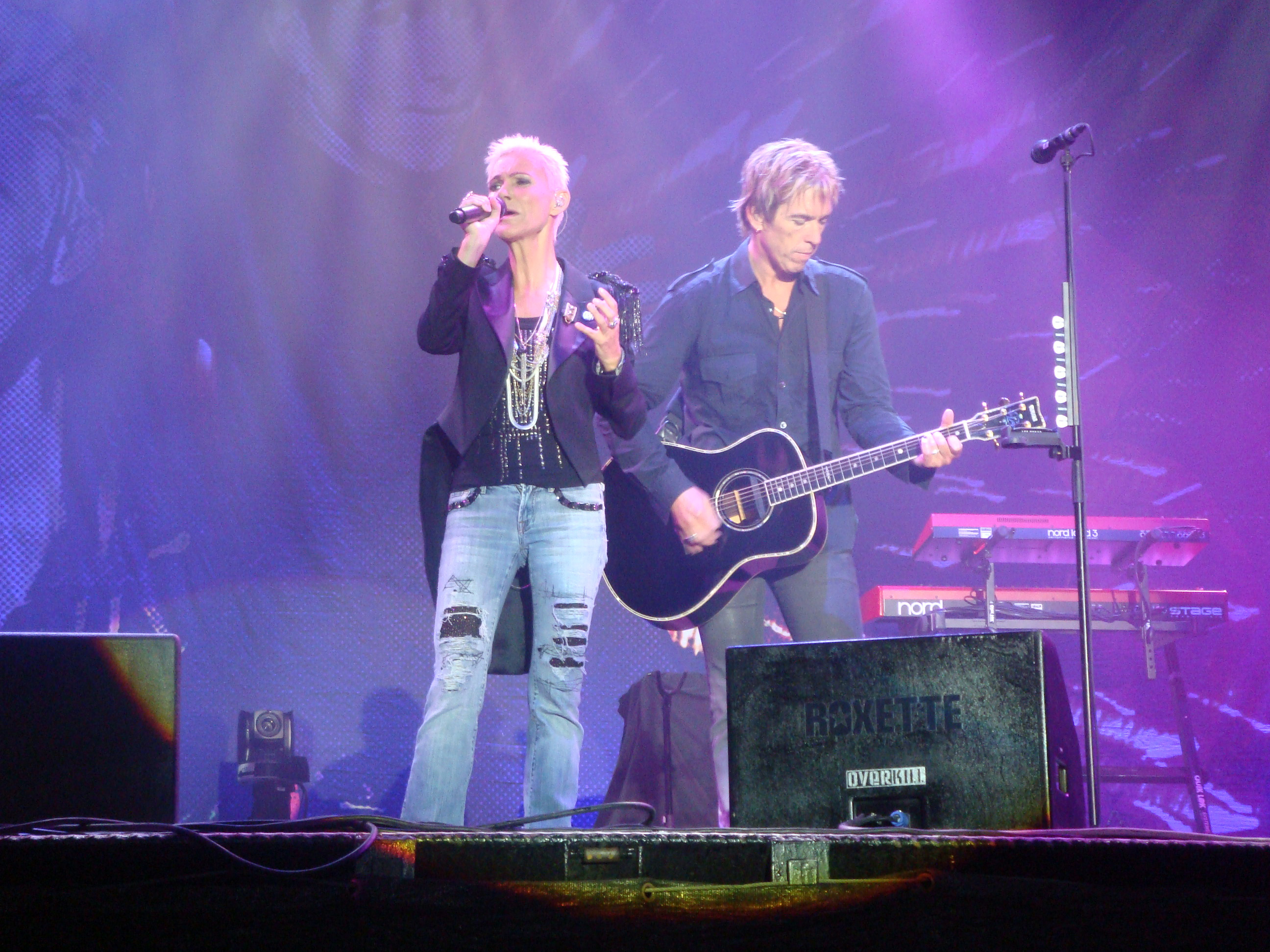
Roxette (Halmstad, 14 agosto 2010)

It Must Have Been Love è un singolo del duo svedese Roxette, pubblicato nel 1990.

## Pretty Woman
Prodotto per la colonna sonora del film Pretty Woman, It Must Have Been Love è un riadattamento di It Must Have Been Love (Christmas for the Broken Hearted), un brano natalizio pop, pubblicato in Svezia, nel 1987, del duo svedese Roxette.
Durante la promozione dell'album Look Sharp!, negli Stati Uniti, la Touchstone Pictures avvicinò i Roxette, tramite la propria etichetta discografica, per poter prendere parte alla colonna sonora di un film commedia in uscita, Pretty Woman, diretto da Garry Marshall, ed interpretato da Julia Roberts e Richard Gere.
Non avendo la possibilità di scrivere una nuova canzone, il duo svedese decise di riprendere un vecchio brano, It Must Have Been Love (Christmas for the Broken Hearted), che aveva pubblicato in Svezia qualche anno prima. Nel 1990 venne così arrangiato per riadattarlo alla colonna sonora del film, con un sound più attuale, e togliendo, in una strofa, le parole con il riferimento natalizio.
Anche se nell'album della colonna sonora è presente la nuova versione, mixata da Humberto Gatica, nella pellicola del film è inserita la versione "natalizia" It Must Have Been Love (Christmas For The Broken-Hearted).
In una delle scene del film, quando Vivian (Julia Roberts) è nella limousine, Edward (Richard Gere) sta per lasciare l'albergo, capisce di essere innamorato di lei, ma forse è "troppo tardi", appunto – come spiega la canzone – it must have been love, but it's over now.
Come suggerisce già il titolo, il testo parla di un rapporto di coppia ormai chiuso, ma che, ripensandoci, deve avere significato molto di più che un semplice flirt.

## Altre versioni
Nel 1992 nell'album Tourism è stata inserita una versione che bilancia una parte live, ed un'altra in studio, in cui It Must Have Been Love è stata rivisitata in una versione melodica e country.
Nel 1996, con la pubblicazione della raccolta Baladas En Español, It Must Have Been Love viene reinterpretata in una versione in spagnolo, intitolata No Sé Si Es Amor («Non So Se è Amore»).
Con la pubblicazione di Travelling, nel 2012, It Must Have Been Love è stata riproposta in chiusura dell'album, in una versione orchestrale, del "the Night of The Proms" di Rotterdam.

## Tracce
7" 1990 - Svezia (EMI / 1363807)
- Lato A

1. It Must Have Been Love – 4:17

- Lato B

1. Paint – 3:29

12" 1990 - Svezia (EMI / 1363806)
- Lato A

1. It Must Have Been Love – 4:17

- Lato B

1. Paint – 3:29
2. Cry (Live) – 5:42

CDS 1990 - Svezia (EMI / 1363802)
1. It Must Have Been Love – 4:17
2. Paint – 3:29
3. Cry (Live) – 5:42

## Video
Il video di It Must Have Been Love è stato diretto da Doug Freel nel 1990, in due versioni, con alcune scene con Richard Gere e Julia Roberts, tratte dal film Pretty Woman, e in un'altra, in cui non ci sono riferimenti cinematografici. Entrambe le versioni sono state pubblicate, nel corso degli anni, in alcuni video compilation del gruppo.

## Classifica

### Classifiche settimanali
| Classifica (1990) | Posizione massima |
| ----------------- | ----------------- |
| Italia            | 13                |

### Classifiche di fine anno
| Classifica (1990) | Posizione |
| ----------------- | --------- |
| Italia            | 48        |

## It Must Have Been Love (Christmas for the Broken Hearted)
It Must Have Been Love (Christmas for The Broken Hearted) è un singolo del duo svedese Roxette, pubblicato nel 1987.
Il singolo è stato pubblicato solo in Svezia.
Il brano, It Must Have Been Love (Christmas for The Broken Hearted), scritto da Per Gessle, è stato riadattato nel 1990, per la colonna sonora del celebre film commedia, con Julia Roberts e Richard Gere, Pretty Woman, e reintitolato It Must Have Been Love.

## Tracce
7" 1987 - Svezia (Roxette / EMI / 1362887)
- Lato A

1. It Must Have Been Love (Christmas for The Broken Hearted) – 4:48

Durata totale: 4:48
- Lato B

1. Turn To Me – 2:58

Durata totale: 2:58

## Formazione

### Gruppo
- Marie Fredriksson - voce
- Per Gessle - voce

### Altri musicisti
- Per "Pelle" Alsing - batteria
- Jonas Isacsson - chitarra elettrica
- Clarence Öfwerman - tastiere